# ティモ・ディールケス
ティモ・ディールケス（Timo Dierkes、1967年6月10日 - ）は、ドイツの俳優。

## 出演作品
- es［エス］（看守／エッカート）